# Elecciones legislativas de Kazajistán de 2021
El 10 de enero de 2021 se celebraron elecciones legislativas en Kazajistán para elegir a los miembros del Mazhilis, junto con las elecciones locales. Esta fue la octava elección legislativa en la historia de Kazajistán desde su independencia, aunque muchos observadores internacionales consideran que ninguna de las elecciones desde ese período ha sido libre o justa. Esta elección fue la primera que se llevó a cabo bajo la presidencia de Kasim-Yomart Tokaev y la primera desde 2004 que se lleva a cabo en la fecha programada, en lugar de debido a una disolución anticipada del Mazhilis.
El resultado fue la victoria del partido gobernante Nur Otan, que obtuvo el 71,1% de los votos, sin embargo, le fue peor que en la última elección al perder 8 escaños y un 11,1% de los votos, mientras que dos partidos de oposición, el Partido Democrático Ak Zhol y el Partido Popular de Kazajistán mejoraron sus resultados. A pesar de algunas expectativas, los otros partidos participantes progubernamentales no lograron alcanzar el umbral electoral del 7%, por lo que no pudieron ingresar al Parlamento. Varios grupos de oposición llamaron al boicot y a las protestas alegando falta de apertura y equidad, mientras que otros grupos alentaron a votar tácticamente por el Ak Zhol para restar el poderío de Nur Otan. Sin embargo, la elección legislativa registró una participación electoral del 63,3%, lo que la convierte en la menor desde 1999. Los escaños restantes se reservaron para la Asamblea del Pueblo de Kazajistán, que eligió indirectamente a 9 miembros para el Mazhilis el 11 de enero de 2021.
La campaña se centró en temas como las reformas promulgadas por el presidente Tokayev, las dificultades económicas causadas por la pandemia de COVID-19, los problemas sociales, la venta de tierras y el sector agrícola. La elección estuvo plagada de varios escándalos de corrupción relacionados con los círculos del expresidente Nursultán Nazarbáyev, cuestiones diplomáticas entre Kazajistán y Rusia sobre controvertidas reclamaciones territoriales, así como presión y represión de grupos de derechos humanos, periodistas, activistas y observadores electorales. La Asamblea Parlamentaria de la Organización para la Seguridad y la Cooperación en Europa (OSCE) calificó las elecciones de "discretas" con falta de "competencia genuina", ya que todos los partidos progubernamentales participantes apoyaron las políticas de Tokayev.
El nuevo Mazhilis celebró su sesión de apertura el 15 de enero de 2021.

## Resultados
|  | 71.09 % |

|  | 10.95 % |

|  | 9.10 % |

|  | 5.29 % |

|  | 3.57 % |

|  | 96.05 % |

|  | 3.95 % |

|  | 100.00 % |

|  | 63.25 % |